# Biomass
Biomass（バイオマス）は、欧州宇宙機関（ESA）が計画中の地球観測衛星ミッション。二酸化炭素の吸収源として重要な森林バイオマス量を計測するため、Pバンドレーダーを搭載する初の人工衛星を2023年に打ち上げ予定である。

## 概要
二酸化炭素の大気蓄積による地球温暖化への影響を考える上では、大気中の炭素を取り込んで蓄える森林・植生の役割が変数として大きく、その総質量（炭素蓄積量）・地域分布・季節動態、また人間の活動によって起きる森林減少の経年変化について知ることが重要である。グローバルな衛星観測で炭素循環に占める森林の役割を解明することを目的としてシェフィールド大学のショーン・クエガン（Shaun Quegan）教授らにより提案されたBiomassは、欧州宇宙機関（ESA）の地球観測計画「Living Planet Programme」における、先進的な観測機器で環境問題の研究を行うEarth Explore衛星シリーズの第7ミッションとして2013年5月7日に選定された。
衛星の製造はエアバス・ディフェンス・アンド・スペースUKが2016年4月に主製造業者として2億2900万ユーロで受注。
ミッションの全体の経費は4億2000万ユーロと見積もられている。
Biomassはヴェガロケットによる2023年末の打ち上げが計画されており

、地球の明暗境界線上を周回する太陽同期ドーンダスク軌道に投入される予定である。打ち上げ後の管制はドイツの欧州宇宙運用センター (ESOC)で行われ、観測データはスウェーデンのキルナ地上局で受信された後、イタリアの欧州宇宙研究所(ESRIN)にて情報処理およびアーカイブされる。
国連による森林保全の取り組みであるREDD+プログラムの運営において、Biomassによって取得される定量的な森林の観測データは重要な役割を持つと期待されている
。

## 観測機器
波長が短い従来のマイクロ波レーダーでは森林の樹冠でレーダー波が反射するため、森林の分布と面積を知ることは出来るものの、森林の高さについて十分な情報を得ることが出来なかった。Biomassの搭載レーダーは樹冠を透視してその下の幹や枝を観測するために、マイクロ波の中で最も波長が長いPバンド（周波数435MHz、波長70cm）を使用し、その合成開口による観測によって水平方向200mの解像度で森林の三次元マップを作成する。レーダーの増幅器（パワーアンプ）は従来の真空管またはシリコン製トランジスタでは必要性能を満たせないため、人工衛星PROBA-Vで宇宙での動作を技術実証したバンドギャップの大きい窒化ガリウム製トランジスタを採用している
。
直径12mにおよぶ大型のメッシュアンテナは、アメリカのハリス・コーポレーションによって製作された。